# Алчност (филм)
„Алчност“ (на английски: Greed) е американски драматичен филм от 1924 година на режисьора Ерих фон Щрохайм по негов сценарий в съавторство с Джун Матис, базиран на романа „Мактийг“ на Франк Норис. Главните роли се изпълняват от Гибсън Гоуленд, Сейзу Питс, Джийн Хершолт. 

## Сюжет
В центъра на сюжета е семейна двойка — мъжът е разорен и се превръща в алкохолик, а жената печели пари от лотария, но обзета от алчност, отказва да ги харчи.

## Рецензия
След премиерата си „Алчност“ е търговски провал, но през 1950-те години много изследователи започват да го определят като най-добрият филм, правен някога. Първоначалният вариант на филма има продължителност почти 8 часа, но е унищожен и против желанието на режисьора той излиза по екраните с продължителност 140 минути.